# Metody poszukiwania planet pozasłonecznych
| prędkość radialna tranzyt | bezpośrednia obserwacja mikrosoczewkowanie grawitacyjne | zmiany okresu gwiazd zmiennych (w tym pulsarów) i czasu tranzytu |

Liczba odkrytych planet w poszczególnych latach (dane do 23 lutego 2021 roku). Kolorami oznaczono metodę jaką odkryto daną liczbę planet.
prędkość radialna
tranzyt
bezpośrednia obserwacja
mikrosoczewkowanie grawitacyjne
zmiany okresu gwiazd zmiennych (w tym pulsarów) i czasu tranzytu

Planety pozasłoneczne są bardzo trudne do bezpośredniego zaobserwowania, ponieważ zwykle ich blask ginie w świetle gwiazdy macierzystej. Dlatego do wykrywania takich planet korzysta się z pośrednich metod. Poniżej przedstawiono metody, które do tej pory okazały się skuteczne, oraz niektóre metody będące w fazie projektów.

## Używane metody

### Astrometria

Gdy planeta krąży po orbicie, gwiazda również się porusza, krążąc wokół wspólnego środka masy. Z powodu dużej różnicy mas, środek ten zwykle znajduje się wewnątrz gwiazdy.

Astrometria polega na precyzyjnych pomiarach zmian położenia gwiazd na niebie. Jeśli wokół obserwowanej gwiazdy krąży planeta, gwiazda również powinna zataczać niewielkie elipsy, krążąc wokół wspólnego środka masy. Nawet w przypadku bliskich gwiazd ruchy te są tak znikome, że żadne naziemne teleskopy nie są w stanie ich wykryć. W 2002 roku Teleskop Hubble’a potwierdził jednak skuteczność tej metody, wykrywając ruchy gwiazdy powodowane przez odkrytą wcześniej planetę w układzie Gliese 876.
Metoda astrometryczna jest najbardziej efektywna w poszukiwaniu planet na dużych orbitach. Dzięki temu może stanowić uzupełnienie dla innych metod, które zwykle lepiej wykrywają planety na ciasnych orbitach. Obserwacje astrometryczne wymagają jednak długiego czasu – lat albo nawet dekad obserwacji, proporcjonalnie do czasu, jaki trwa obieg planety wokół gwiazdy.

### Efekt Dopplera
W większości przypadków ruch gwiazdy spowodowany przez planetę powoduje, że zmienia się jej prędkość względem Ziemi. Zmiany prędkości radialnej można wykryć, obserwując przesunięcie linii spektralnych w widmie gwiazdy, spowodowane efektem Dopplera.
Prędkość obiegu gwiazdy wokół centrum masy jest znacznie mniejsza niż w przypadku planet. Przesunięcie linii widmowych można jednak mierzyć z bardzo dużą dokładnością. Współczesne spektrometry, takie jak HARPS w La Silla, należący do ESO, uzyskują dokładność rzędu 1 m/s.
Dzięki temu, że efekt Dopplera nie zależy od odległości od gwiazdy, metodą tą można badać gwiazdy znajdujące się w większej odległości od Ziemi. Głównym ograniczeniem jest konieczność uzyskania wysokiego stosunku sygnału do szumu, co przy współczesnych teleskopach pozwala badać gwiazdy w promieniu około 160 lat świetlnych.
Główną wadą tej metody jest niemożliwość dokładnego ustalenia parametrów znajdowanej planety. Z przesunięć gwiazdy można wyznaczyć minimalną jej masę, ale jeśli orbita jest prawie prostopadła do linii łączącej Ziemię z gwiazdą, to masa ta może być w rzeczywistości znacznie większa.

### Obserwacja pulsarów

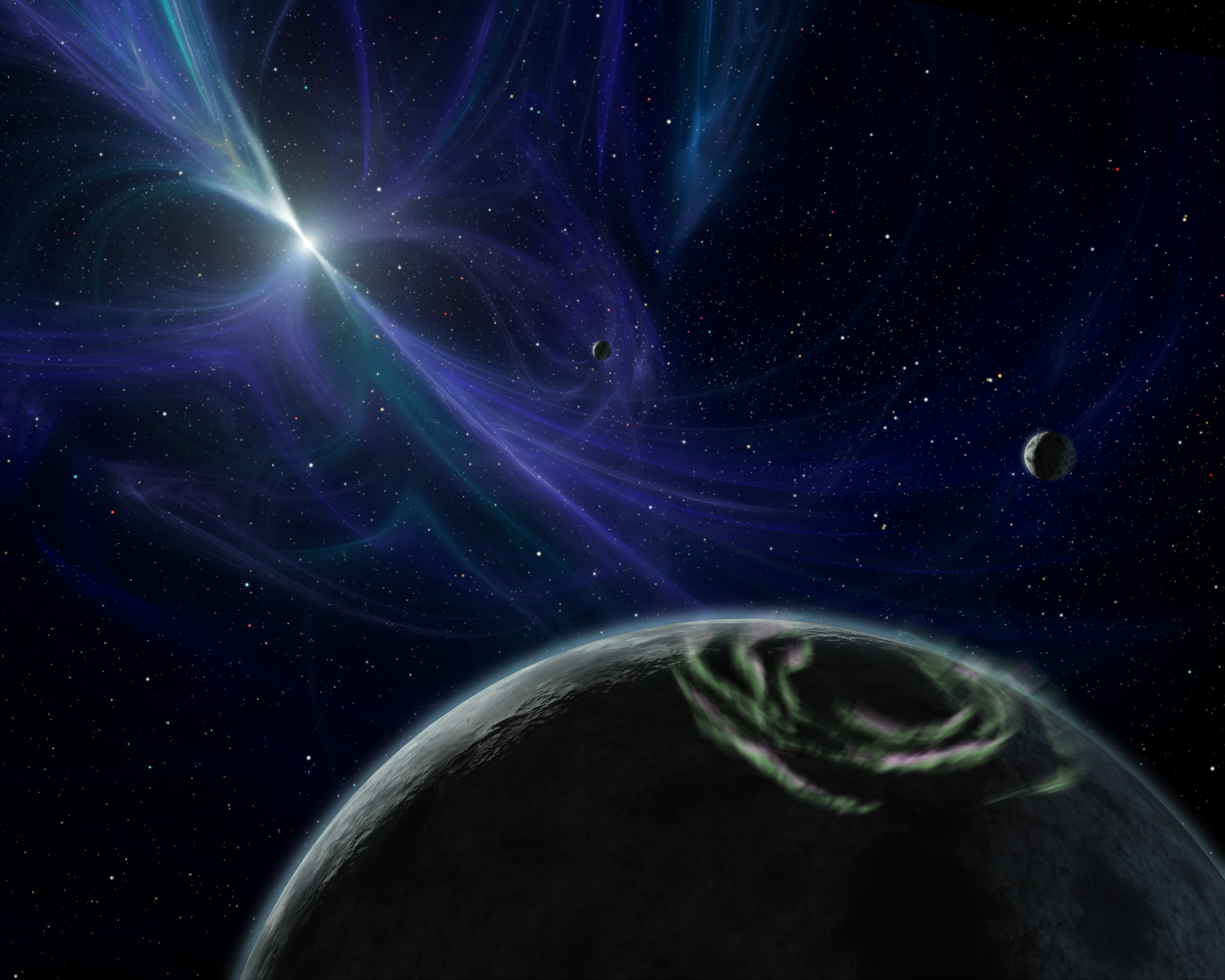
Artystyczna wizja planety krążącej wokół pulsara Lich

Pulsar jest gwiazdą neutronową, która obraca się z dużą prędkością, emitując fale radiowe w bardzo równych odstępach czasu. Dzięki temu, że sama rotacja pulsara jest tak regularna, każda anomalia w wysyłanych impulsach zdradza zmiany prędkości pulsara względem Ziemi. Pozwala to wykryć i zmierzyć grawitacyjny wpływ obiektów w jego okolicy.
Metoda ta jest najdokładniejsza ze wszystkich dotychczas stosowanych. Pozwala wykrywać planety o masie zaledwie jednej dziesiątej masy Ziemi, jak również obliczać dokładne parametry układów z wieloma planetami. Za jej pomocą odkryto pierwsze planety pozasłoneczne. Dokonali tego w 1992 roku Aleksander Wolszczan oraz Dale Frail, badając pulsara Lich.
Główną wadą tej metody jest fakt, że pulsary są dosyć rzadkie i dlatego stanowią niewielką część wszystkich układów planetarnych. Ponadto odkrywane w ten sposób układy znacznie różnią się warunkami od naszego i znane nam życie nie mogłoby tam istnieć.

### Tranzyt

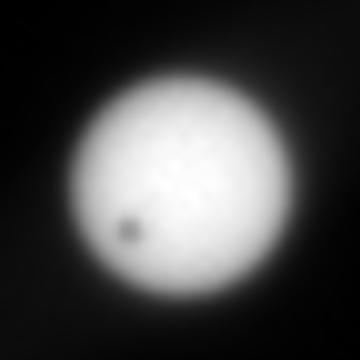
Tranzyt ciała niebieskiego nieznacznie zmniejsza blask gwiazdy

Tranzyt oznacza przejście ciała niebieskiego przez tarczę innego ciała niebieskiego. Gdy planeta przesłania częściowo gwiazdę, można ją wykryć analizując nieznaczne osłabienie jasności tej gwiazdy.
Metoda ta ma dwie wady. Po pierwsze tranzyt może zajść jedynie dla planet, których orbity przecinają linię obserwacji gwiazdy. Nawet dla planet na bardzo ciasnych orbitach zdarza się to najwyżej w 10% przypadków. Dla planet na dalszych orbitach zachodzi to znacznie rzadziej. Jednak dzięki temu, że zmian jasności można jednocześnie szukać na dużym obszarze nieba, potencjalnie w ten sposób można znajdować wiele planet.
Po drugie metoda ta generuje dużo błędnych sygnałów. Istnieje wiele przyczyn, dla których światło gwiazdy może czasowo osłabnąć, dlatego wykrycie w ten sposób planety wymaga dodatkowego potwierdzenia – zwykle za pomocą pomiaru efektu Dopplera.
Obserwacja tranzytu daje jednak wiele informacji, których pozostałe metody nie mogą dostarczyć. Po pierwsze na podstawie krzywej zmiany jasności można określić średnicę planety. W połączeniu z masą zmierzoną innymi metodami, daje to informacje o gęstości, z czego można wnioskować na temat jej struktury.
Co więcej, metoda ta umożliwia badanie składu chemicznego atmosfery planety. Światło przechodzące przez górne warstwy atmosfery zmienia swoje widmo, i dokładna analiza tych zmian może dostarczyć informacji o występujących tam pierwiastkach. Dodatkowe informacje można również uzyskać badając polaryzację światła odbijającego się od powierzchni planety lub jej atmosfery.
Oprócz tego, odwrócony tranzyt (gdy gwiazda zasłania planetę) pozwala bezpośrednio zmierzyć natężenie światła samej planety. Jeśli od jasności gwiazdy odejmie się jasność mierzoną w momencie odwróconego tranzytu, uzyskana różnica jest światłem samej planety. Pozwala to określić temperaturę powierzchni planety, a nawet wykryć występowanie chmur w jej atmosferze. Metodą tą zmierzono w 2005 za pomocą Kosmicznego Teleskopu Spitzera temperaturę pierwszych pozasłonecznych planet: HD 209458 b (1130 K) oraz TrES-1 b (1060 K).
Pierwszą kosmiczną misją, której celem było wykrywanie planet pozasłonecznych przez obserwację tranzytów, była misja COROT, rozpoczęta przez ESA w 2006 roku. W maju 2007 roku COROT wykrył pierwszą swoją planetę COROT-1b. Od 2009 roku na orbicie okołosłonecznej pracuje Kosmiczny Teleskop Keplera, dzięki któremu do stycznia 2016 odkryto 1071 planet.

### Mikrosoczewkowanie grawitacyjne

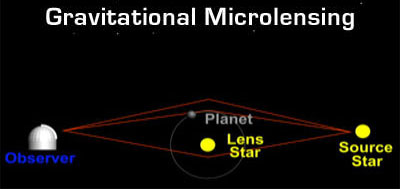
Mikrosoczewkowanie grawitacyjne

Mikrosoczewkowanie grawitacyjne zachodzi, gdy grawitacja jednej gwiazdy działa jak soczewka, powiększając obraz innej, odległej gwiazdy będącej bezpośrednio za nią. Wymaga to ułożenia się obu gwiazd i Ziemi prawie idealnie na jednej prostej i trwa bardzo krótko, zwykle kilka dni lub tygodni. Zjawisko to zaobserwowano jednak już ponad tysiąc razy w ciągu ostatnich 10 lat.
Jeśli gwiazda soczewkująca posiada planetę, to grawitacja tej planety może w wykrywalny sposób zaburzyć efekt soczewkowania. Zdarza się to jednak tylko przy bardzo szczególnym ułożeniu planety, co oznacza, że wykrywanie planet tą metodą wymaga ciągłego monitorowania dużego obszaru nieba. Metoda ta działa najlepiej przy obserwowaniu gwiazd znajdujących się między Ziemią a centrum galaktyki, gdyż wtedy tło zawiera najwięcej gwiazd.
Poszukiwanie planet tym sposobem zaproponowali w 1991 Shude Mao i Bohdan Paczyński z Uniwersytetu w Princeton. Pierwsze planety udało się wykryć w 2002 w ramach polskiego projektu astronomicznego OGLE. Spośród wielu wykrytych w ten sposób sygnałów, do tej pory 13 zostało potwierdzonych jako planety. Do 2006 była to jedyna metoda pozwalająca wykryć planety podobne do Ziemi krążące wokół gwiazd w ciągu głównym.
Główną wadą tej metody jest niemożliwość powtórzenia obserwacji, ponieważ mikrosoczewkowanie jest jednorazowym wydarzeniem. Ponadto wykrywane planety zwykle znajdują się w odległości tysięcy lat świetlnych, co uniemożliwia potwierdzenie ich istnienia innymi metodami. Dzięki możliwości badania jednocześnie wielu gwiazd, możemy w ten sposób dowiedzieć się, jak często planety ziemiopodobne występują w Galaktyce.

### Dyski okołogwiazdowe

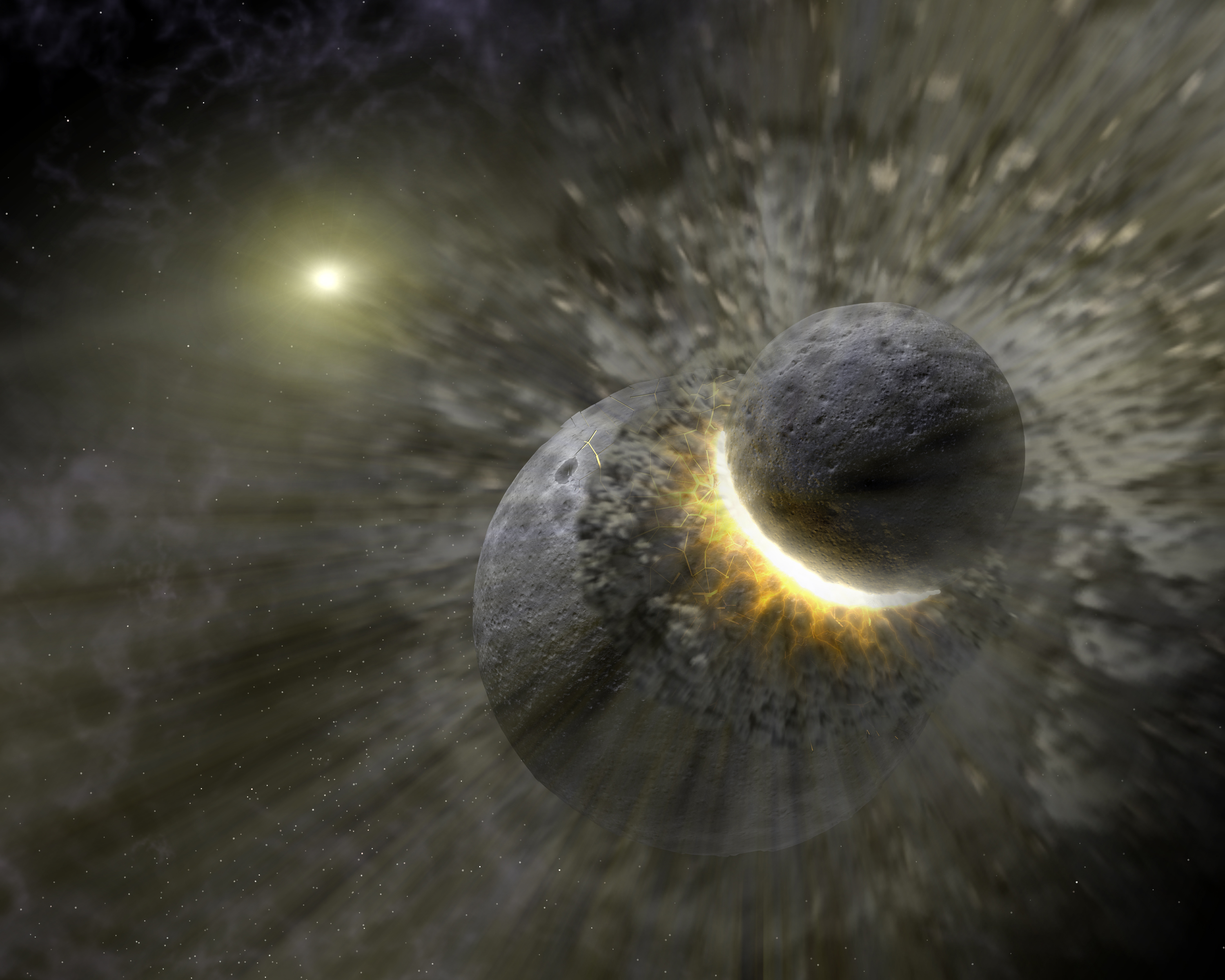
Artystyczne przedstawienie zderzenia dwóch planet skalistych na orbicie Wegi

Dyski pyłowe otaczają wiele gwiazd. Można je zaobserwować, gdyż pochłaniają światło gwiazdy i emitują podczerwień. Nawet jeśli całkowita masa pyłu jest mniejsza niż masa Ziemi, sumaryczna powierzchnia może być tak duża, że dysk emituje więcej podczerwieni niż macierzysta gwiazda.
Za pomocą Teleskopu Hubble i Teleskopu Spitzera zaobserwowano dyski pyłowe wokół ponad 15% gwiazd podobnych do Słońca.
Ciśnienie promieniowania gwiazdy wypycha pył w przestrzeń międzygwiezdną w stosunkowo krótkim czasie. Istnienie wyraźnego dysku pyłowego oznacza zatem, że pył jest ciągle uzupełniany, prawdopodobnie w wyniku ciągłych kolizji komet i planetoid. Ponadto, występowanie w dysku przerw i zagęszczeń sugeruje istnienie planet, które „czyszczą” swoje orbity z pyłu. Takie przerwy wykryto między innymi wokół gwiazdy Ran, wykrywając tym samym obecność planety w odległości około 40 AU (oprócz występujących tam bliżej planet wykrytych innymi metodami).

### Bezpośrednia obserwacja

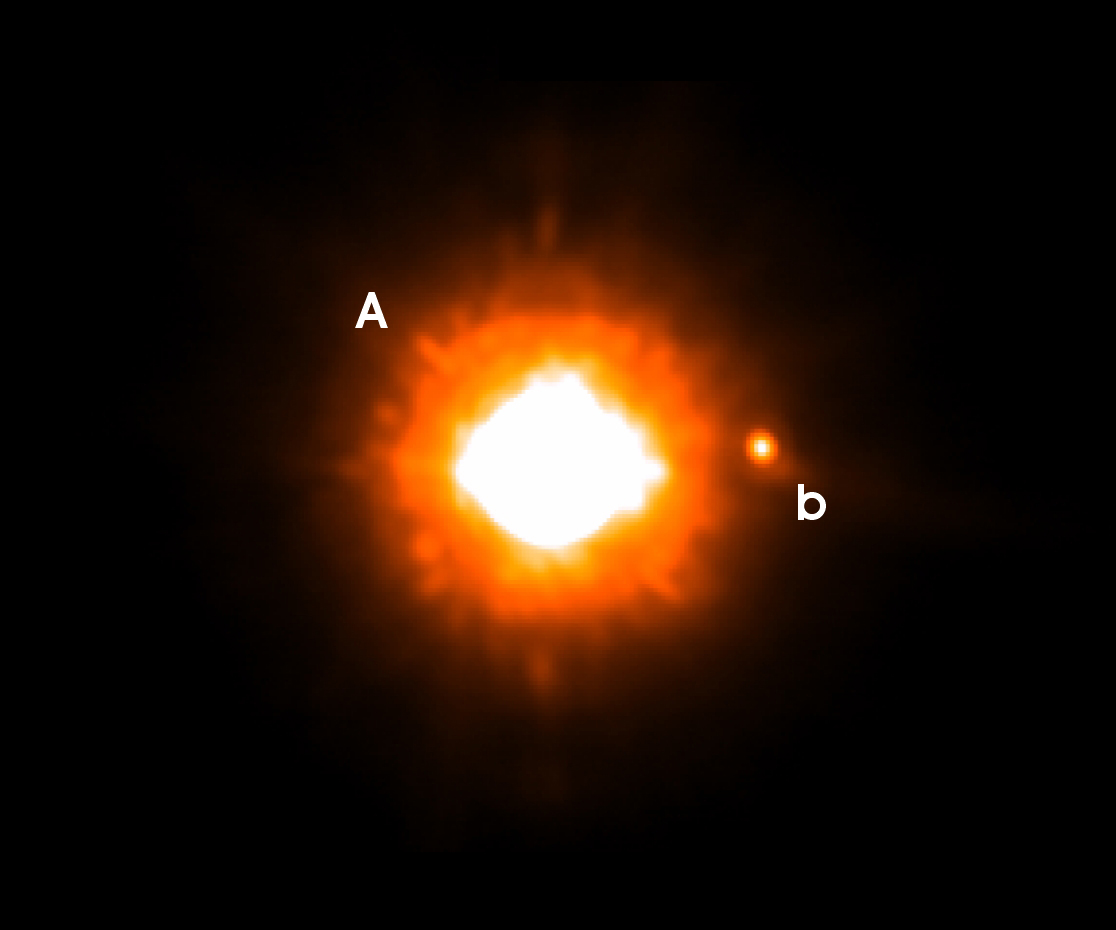
Zdjęcie GQ Lupi, z prawdopodobną planetą GQ Lupi b

Ponieważ planety są bardzo słabymi źródłami światła, w większości przypadków giną w blasku macierzystej gwiazdy i nie da się ich bezpośrednio zaobserwować. W szczególnych sytuacjach jest to jednak możliwe. Zwykle wymaga to, żeby planeta była duża (znacznie większa niż Jowisz), daleko od gwiazdy i gorąca (emitująca dużo podczerwieni). Projekty wyposażenia teleskopów w służące do tego instrumenty są obecnie prowadzone dla teleskopów Gemini, VLT i Subaru.
Pierwszą bezpośrednio sfotografowaną w ten sposób planetą była 2M1207b, znaleziona w czerwcu 2004 za pomocą VLT należącego do ESO. W kwietniu 2005 potwierdzono, że jest to planeta. Według pomiarów ma ona masę kilka razy większą niż Jowisz i okrąża swoją gwiazdę w odległości 40 AU.
Trzy inne obiekty planetopodobne zostały od tego czasu sfotografowane: GQ Lupi b, AB Pictoris b i SCR 1845 b. Z uwagi na dużą ich masę, uważa się je jednak często za brązowe karły.
Bezpośrednia obserwacja pozasłonecznych planet skalistych jest możliwa dopiero przy użyciu teleskopów dużo większych niż posiadane obecnie. Duże nadzieje naukowcy wiążą z mającym powstać w Chile E-ELT, budowanym przez ESO. Z kolei poznanie szczegółów powierzchni takich planet wymaga użycia jeszcze większych instrumentów.

### Obserwacje zaćmień silnych źródeł rentgenowskich
Obserwację zaćmień jasnych źródeł rentgenowskich mogą pozwolić nam na wykrycie planet znajdujących się poza Drogą Mleczną. Jak dotąd (16 października 2020) odkryto jednego kandydata na egzoplanetę tą metodą – M51-ULS-1b. Planetę wykryto we wrześniu 2020 poprzez obserwację zaćmień jednego z najjaśniejszych źródeł rentgenowskich w Galaktyce Wir – masywnego rentgenowskiego układu podwójnego, gdzie składnikiem głównym w tym układzie jest gwiazda neutronowa lub czarna dziura, a wtórnym – masywna gwiazda. Skupianie się na jasnych, pozagalaktycznych źródłach rentgenowskich (XRS, ang. X-Ray Source) pozwala jedynie na odkrywanie planet pozagalaktycznych.

## Planowane metody

### Misje kosmiczne

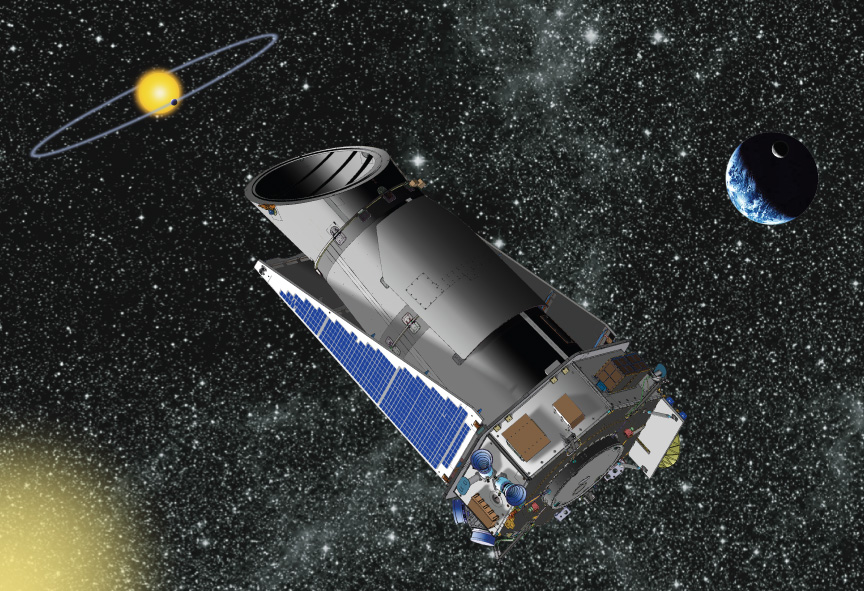
Kosmiczny Teleskop Keplera – wizja artystyczna

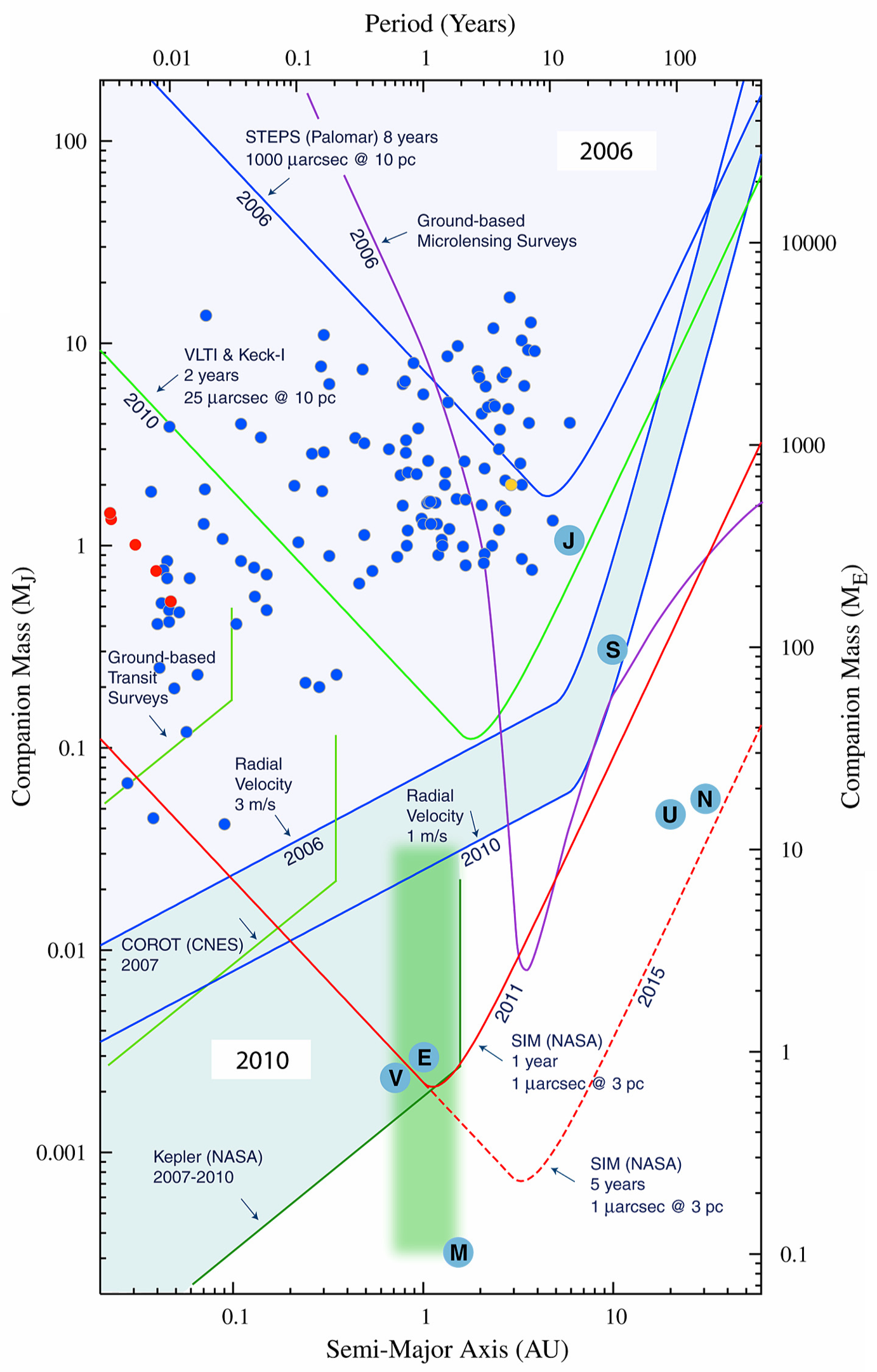
Planety pozasłoneczne odkryte przed 31 sierpnia 2004 roku: przez efekt Dopplera (niebieskie), tranzyt (czerwone) i mikrosoczewkowanie (żółte). Na diagramie przedstawiono parametry planet w naszym układzie oraz możliwości planowanych projektów badawczych (Udostępnione przez NASA/JPL-Caltech).

Obserwacje prowadzone z orbity mogą uzyskiwać znacznie większą dokładność niż naziemne, dzięki braku zaburzeń pochodzących z atmosfery. Ponadto mogą być prowadzone w pasmach podczerwieni pochłanianych w większości przez atmosferę.
Pierwszą kosmiczną misją, mającą na celu poszukiwanie planet pozasłonecznych, był działający od 2006 do 2013 roku COROT. Drugą jest działający od 2009 roku Kosmiczny Teleskop Keplera. Podobnie jak COROT wykorzystuje on obserwacje tranzytów. Dodatkowo wykrywa światło odbite od planet na bliskich orbitach. Choć nie jest w stanie stworzyć obrazu planety, zmiany natężenia światła odbitego (związane ze zmianami fazy, podobnie jak w przypadku Księżyca), są wykorzystywane do określenia parametrów orbity.
Kolejne dwie planowane misje kosmiczne, Space Interferometry Mission oraz Darwin, zostały anulowane w 2007 roku.
W 2017 roku na orbitę poleciały teleskopy kosmiczne Transiting Exoplanet Survey Satellite (TESS) i CHEOPS, zaś na 2024 rok przewidziano start obserwatorium PLATO.

### Obserwacje zaćmień układów podwójnych
Położenie niektórych gwiazd podwójnych sprawia, że okresowo jedna z gwiazd zasłania drugą (są to tzw. gwiazdy zaćmieniowe). Okresy pomiędzy wzajemnymi zaćmieniami są, przy braku innych obiektów w okolicy, bardzo regularne. Podobnie jak w przypadku pulsarów, oddziaływanie grawitacyjne planet można wykryć mierząc anomalie w tych czasach.

### Polarymetria
Światło wysyłane przez gwiazdy jest niespolaryzowane, co oznacza, że kierunek oscylacji fali jest losowy. Kiedy jednak światło odbija się od atmosfery lub powierzchni planety, następuje jego częściowa polaryzacja. Dotyczy ona zwykle nie więcej niż jednej milionowej światła wysyłanego przez gwiazdę, ale potencjalnie można mierzyć ją z bardzo dużą dokładnością, ponieważ nie jest zaburzana przez ziemską atmosferę.
Polarymetry są w stanie wydzielać spolaryzowaną część światła z widma. Grupy naukowe ZIMPOL/CHEOPS i PlanetPol obecnie prowadzą badania nad wykrywaniem w ten sposób planet.